# Anders Ahlgren
Anders Oscar Ahlgren (Malmö, 12 febbraio 1888 – Malmö, 27 dicembre 1976) è stato un lottatore svedese, specializzato nella lotta greco-romana.

## Palmarès

### Olimpiadi
- Argento a Stoccolma 1912 nei pesi medio-massimi

### Mondiali
- Oro a Breslavia 1913 nei +82,5 kg
- Argento a Helsinki 1911 nei −83 kg
- Argento a Stoccolma 1922 nei +82,5 kg